# Thrissur
Thrissur pronunciaciónⓘ o Trichur (Trissivaperur, malayalam: തൃശൂര്), es la tercera aglomeración urbana más grande de Kerala con 1 854 783 habitantes y la vigésima más grande de la India. También es la sede del Distrito de Thrissur. La ciudad se extiende a partir de un altozano central llamado parque Thekkinkadu Maidan que ocupa aproximadamente 65 acres (26 ha) donde se asienta el templo Vadakkunnathan. Thrissur fue la capital del reino de Cochín. Se encuentra a 300 km hacia el noroeste de Thiruvananthapuram, la capital del estado de Kerala.
Thrissur es también conocida como la capital cultural de Kerala debido a sus inclinaciones culturales, espirituales y religiosas a lo largo de la historia. Alberga tres importantes centros culturales: la academia Sangeetha Nataka, la academia Lalithakala y la academia Sahitya de Kerala. La ciudad acoge el festival Thrissur Pooram, uno de los festivales religiosos más coloridos y espectaculares de Kerala. El festival se celebra en el Thekkinkadu Maidan, en abril o mayo. Thrissur tiene un gran número de templos conocidos como el Vadakkumnathan, el templo Thiruvambadi Sri Krishna o el templo Paramekkavu Bagavathi, así como la famosa catedral metropolitana Notre-Dame de Lourdes y la basílica de Nuestra Señora de los Dolores.
Thrissur ha sido históricamente un centro de educación hindú. La ciudad alberga el templo Vadakkunnathan, uno de los más importantes del shivaísmo. En el distrito también se ubica el templo Guruvayur, uno de los templos visnuitas más sagrados. Thrissur fue la puerta de entrada del subcontinente de la India del cristianismo, el islamismo y el judaísmo. Las obras de los eruditos y los escritos de la cristiandad oriental afirman que Tomás el Apóstol estuvo en Muziris, cerca de Thrissur, hace 2000 años. La mezquita Cheraman Juma Masjid, la primera del país, fue inaugurada en el año 629. Thrissur abrió las puertas a árabes, romanos, portugueses, neerlandeses e Ingleses.
La ciudad ha sido una incubadora para muchos empresarios keralites y es un importante centro financiero y comercial de Kerala. Es uno de los motores económicos de la India al albergar la sede de sus tres principales bancos, el South Indian Bank, el Catholic Syrian Bank y el Dhanlaxmi Bank, entre otros grupos de fondos prestamistas. La ciudad también es un gran escaparate de compras en Kerala para sedas y joyas de oro. Thrissur atrae el mayor número de turistas nacionales en Kerala.
Además de ser el centro neurálgico cultural de Kerala, también es un centro académico importante y acoge diversas instituciones docentes, entre ellas el Kerala Kalamandalam, el Jawahar Bal Bhavan Thrissur, la Academia de Policía de Kerala, la Universidad de Agricultura de Kerala, la Universidad de Ciencias de la Salud de Kerala, la Universidad de Ciencias Veterinarias y Pecuarias de Kerala o el Instituto de Administración Local (KILA).

## Etimología
El nombre Thrissur es la forma abreviada de Thrishivaperur o Thirushivaperur. Thiru-Shiva-Perur (malayalam: തിരു - ശിവ - പേരൂര്) se traduce literalmente como la ciudad o pueblo con el nombre del “Señor Shivá” mediante शम्भु Shambhu (Señor Shivá) + ल o ले (de) + ग्राम Grama (Comunidad/pueblo) Pueblo Shambhala o Shambal. (El Señor Kalki provendrá de Shambal, del sur de la India) ☧. El nombre se debe a sí mismo el elemento más destacado de la ciudad, que es la Vadakkumnathan Kshetram o el templo, que tiene a Shivá como la deidad que lo preside. Alternativamente, Thri-Shiva-Perur. (Malayalam: ത്രി - ശിവ - പേരൂര്) con el significado del lugar de los tres famosos templos de Shivá que se dice que son el templo Vadakkumnathan, el templo Kottapuram Shivá y el templo Siva Poonkunnam. Thrissur también fue conocido como Vrishabhadripuram y Tenkailasam (☧ Tamil: தென் கைலாயம்) (Kailasam del sur) en tiempos antiguos.

## Historia

### Prehistoria

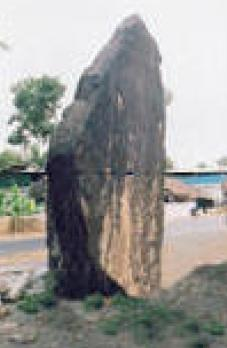
El menhir Ramavarmapuram

A partir de la Edad de Piedra, Thrissur fue un asentamiento humano ya que existen monumentos megalíticos en Ramavarmapuram, Kuttoor, Cherur y Villadam. El monumento Ramavarmapuram es de granito de tipo menhir con 4,57 m de altura y 3,75 m de ancho. A partir de 1944 se encuentra bajo la protección del Departamento de Arqueología. El monumento es conocido localmente como «Padakkallu» o «Pulachikkallu». Estos menhires son monumentos colocado en lugares de enterramiento de las almas de los difuntos. Pertenecen a la edad megalítica de Kerala, que se estima aproximadamente entre 1000 a. C. y 500 a. C. Todos estos monumentos no se han fechado con exactitud. Algunos expertos son de la opinión de que estos son los restos del Neolítico en desarrollo de la tecnología humana. También se cree que el menhir Ramavarmapuram es un monumento perteneciente al período Sangam en la historia del sur de la India.
Otros monumentos monolíticos como dólmenes y cuevas excavadas en roca están en Porkulam, Chiramanengad, Eyyal, Kattakambal y Kakkad. Según los historiadores, los dólmenes son lugares de enterramiento. Aunque la mayoría de los monumentos fueron bien protegidos, el dolmen de Porkulam estaba en una condición descuidada. El monumento excavado por el eminente arqueólogo BK Thapar, entre 1949 y 1950, estaba bajo el Departamento de Arqueología. Otro monumento megalítico está situado en Ariyannur en Thrissur. En este lugar se han desenterrado monumentos como la «Kudakkallu» o «Thoppikkallu» (hongos de piedra o piedras paraguas) y «Munimada» (la morada del santo). Las lomas de Ariyannur se elevan unos 50 metros. Otra referencia en Ariyannur se remonta a principios del xv en el poema «Chandrotsavam».